# Bílý Potok pod Smrkem (nádraží)
Bílý Potok pod Smrkem je železniční stanice v obci Bílý Potok. Ač se v názvu objevuje Bílý Potok, leží stanice v katastrálním území Hejnice; katastrální území Bílý Potok pod Smrkem začíná až ve vzdálenosti asi 500 m východním směrem. Stanice je koncová na trati z Raspenavy, leží v jejím km 6,213. S výstavbou stanice – jakožto s výstavbou celé tratě z Raspenavy – se začalo v polovině dubna 1899 a dokončena byla v roce 1900. Autory stavby jsou Franz Reimherr a Marcus Roth. Jeho stavbu provedla společnost Herrmann Bachstein z Berlína spolu se stavebním oddělením Frýdlant.

## Popis stanice
Stanice má jednu dopravní a jednu manipulační kolej. Ve směru od Raspenavy je stanice kryta vjezdovým návěstidlem S v km 5,800. V případě vjezdu vlaku od Raspenavy na jedinou dopravní kolej končí vlaková cesta u cestového návěstidla Sc1, které je umístěno za vnějším nástupištěm o délce 30 m. Odjíždějící vlaky jsou vypravovány odjezdovým návěstidlem L1. Na raspenavském záhlaví se nachází v km 6,005 přejezd P2876. Jízdy vlaků mezi touto stanicí a sousední Raspenavou je zabezpečen pomocí elektronického automatického hradla bez návěstního bodu. Stanice a tím i celá železniční trať končí zarážedlem v km 6,365.
V její západní části (u raspenavského zhlaví) se severně od tratě nachází dvoukolejná výtopna se čtyřmi stáními, k níž ze třetí koleje vedla již nepoužívaná (zarostlá) kolej. Ze třetí koleje vedla i nepoužívaná železniční vlečka do dřevozpracujícího závodu rozkládajícího se severně od zastávky. V jižních partiích stanice stojí dvoupodlažní staniční budova. Součástí stanice je také sklad uhlí, vodárna a studna.
Motorové vozy vedoucí osobní vlaky Bílý Potok pod Smrkem – Raspenava pokračují obvykle jako přímé vozy do Liberce a v opačném směru přijíždějí z Liberce.

## Turistické trasy
U staniční budovy je rozcestník turistických tras, odkud vede  k rozcestí nazvanému „Bílý Potok – rozcestí“, jež je výchozím bodem pro turistické trasy:
- → Hubertka
- → Bártlova bouda
- → Sedmitrámový most
- → U Liščí chaty